# Spore (bakterie)
 For alternative betydninger, se Spore. (Se også artikler, som begynder med Spore)
Spore er inden for biologien en dannelse, der er tilpasset spredning, og som bruges til formering eller som overlevelsesmetode under ugunstige betingelser. Sporer er en del af generationsforløbet hos mange planter, alger, svampe og visse protozoer. Ordet kommer af det græske ord σπορα (= "frø").
Det er nyttigt at skelne mellem sporer og kønsceller: sporer er led i en ukønnet formering, for hver enkelt spore kan udvikles til en ny organisme. Kønscellerne er derimod led i den kønnede formering, for to kønsceller skal smelte sammen, før der kan skabes en ny organisme.
Sporer er normalt haploide og encellede, og de dannes ved halverende celledeling i det sporedannende organ (sporofytten). Når betingelserne er gunstige, kan sporen udvikle sig til en selvstændig organisme ved hjælp af en fordoblende celledeling, der skaber en mangecellet gametofyt, som senere kan danne kønsceller. To kønsceller smelter sammen og danner en ny sporofyt.
Udtrykket spore bruges om hvilestadiet hos visse bakterier eller arker, men de bør egentlig kaldes endosporer, og de er ikke ægte sporer i den forstand, som ordet ellers bruges. Det bør nævnes, at aktinobakteriernes evne til at danne ægte sporer dog gør dem til en undtagelse.